# Elle s'appelait Tomoji
Elle s'appelait Tomoji (とも路, Tomoji) est un manga de Jirō Taniguchi (dessin et scénario) et Miwako Ogihara (荻原 美和子, Ogihara Miwako, scénario), publié en 2014 par l'éditeur japonais Futabasha. La version française est publiée aux éditions Rue de Sèvres en 2015.
Il s'agit d'une fiction basée sur des personnages réels et ayant existé, née à la suite d'une commande passée à Jirō Taniguchi par un temple bouddhiste de la région de Tokyo.

## Synopsis
L'histoire se concentre sur la rencontre de deux adolescents : Tomoji Uchida (qui devient, après la période couverte par le livre, la fondatrice du temple à la base de la commande) et Fumiaki Itô (son cousin et mari). L'histoire débute en 1925, an 14 de l'ère Taishô (1912-1926), revient en 1912 (dernière année de l'ère Meiji) pour se terminer en avril 1932, an 7 de l'ère Shôwa. Elle dépeint une vie paisible et rurale dans la préfecture de Yamanashi, où Tomoji grandit dans le travail et l'humilité. On pourra y suivre son quotidien, de sa naissance à son mariage en avril 1932, où elle aura 19 ans et son mari Fumiaki 26.

## Fiche technique
Elle s'appelait Tomoji est un one shot en six chapitres publié au Japon par la maison d'édition Futabasha le 7 août 2014.
En France, il est publié aux éditions Rue de Sèvres le 21 janvier 2015. Conformément à la prépublication en magazine au Japon, les premières et dernières pages de chaque chapitre sont en couleur et le reste en noir et blanc. Il contient en outre un Entretien avec Jirō Taniguchi dont les propos ont été recueillis par Thomas Hantson à Tokyo, en août 2014. Cet entretien parle de la réalisation de ce manga.

## Tomoji Uchida
De toute l’œuvre de Jirō Taniguchi, Tomoji est le premier personnage féminin à être personnage principal d'un ouvrage entier et non juste une figure marquante mais secondaire. Figure historique ayant fondé le temple bouddhiste Shōjushin (摂受心院, Shōjushin-in), de la région de Tokyo, l'album présente son parcours de vie dans un Japon rural qui la mène peu à peu sur la voie de la spiritualité, avant la création dudit temple. Jirō Taniguchi prend ainsi le parti de ne pas se baser uniquement sur des références biographiques (obtenues par le temple et ses bulletins réguliers) pour réaliser un travail uniquement biographique ou hagiographique, mais de passer par la fiction pour se rapprocher le plus possible de la personnalité de Tomoji. Aidé de la scénariste Miwako Ogihara, Jirō Taniguchi introduit des éléments vraisemblables du quotidien de l'époque afin d'offrir le portrait d'une « femme, tranquille et déterminée » dans « un Japon en voie de disparition ».